# بروين
بروين (إلينوي) (بالإنجليزية: Berwyn, Illinois)‏ هي مدينة تقع في الولايات المتحدة في مقاطعة كوك، إلينوي. يقدر عدد سكانها بـ 56,800 نسمة .

## أعلام
- باز كليفورد
- بوب ميلر
- باتريك مايكلز
- ألان كوكس
- بوب أودينكيرك
- رودلف شريدر
- إميلي ودروف